# ヘクタープロテクター
ヘクタープロテクター（Hector Protector、1988年 - 2010年）は、アメリカ生まれでフランスで調教を受けた競走馬。半弟にシャンハイ、全妹にボスラシャム、甥にシーロと近親には活躍馬が多数。

## 戦績
1990年5月という早い時期にデビューすると、モルニ賞、サラマンドル賞、フランスグランクリテリウムという3つのG1を含む6連勝を収め、全欧2歳チャンピオンに輝いた。
翌1991年もG3フォンテンブロー賞に勝ち、G1プール・デッセ・デ・プーラン（フランス2000ギニー）に出走する。このレースでは本馬のペースメーカーとして出走した馬に不利を受けるという事態になったが、アタマ差で勝利し、デビュー以来の連勝記録を8に伸ばした。次走イギリスダービーでは距離を不安視され4番人気、結果も4着に終わり連勝はストップする。このあとはマイル路線へ進みジャック・ル・マロワ賞に勝利するが、ムーラン・ド・ロンシャン賞8着、クイーンエリザベス2世ステークス6着と精彩を欠き、このまま引退した。

## 年度別競走成績
- 1990年（6戦6勝）
  - モルニ賞 (G1) 、サラマンドル賞 (G1) 、フランスグランクリテリウム (G1) 、カブール賞 (G3)
- 1991年（6戦3勝）
  - プール・デッセ・デ・プーラン（フランス2000ギニー） (G1) 、ジャック・ル・マロワ賞 (G1) 、フォンテンブロー賞 (G3)

## 種牡馬
引退後は日本で種牡馬になった。産駒は自身同様早熟気味な短距離馬が多い。リース種牡馬として日本国外でも供用されており、その中からフライトステークス（オーストラリアG1）優勝馬ロイヤルパーラーが出ている。また、ノーザンファーム産のシーヴァがタタソールズゴールドカップに勝ち、日本生産馬として初の国外G1制覇を達成した。日本国内でも産駒の重賞勝利馬は複数出ているが、G1勝利は日本国外のみである。
ブルードメアサイアーとしては秋華賞を制したブラックエンブレム、中山大障害・中山グランドジャンプを制したマジェスティバイオなどを出した。
2010年5月12日、腸捻転のため死亡。22歳であった。2010年は15頭に種付けしており、これらから誕生した産駒がラストクロップとなる。

### 代表産駒
- 1993年産
  - センターライジング（サンケイスポーツ賞4歳牝馬特別）
  - エイシンイットオー（小倉3歳ステークス）
  - マックスロゼ（フェアリーステークス）
- 1994年産
  - リムノス（フォワ賞）
  - プロモーション（クイーンステークス）
- 1995年産
  - シーヴァ（タターソールズゴールドカップ）
  - トップシャイアン（種牡馬、浦和・ゴールドカップ2着）
- 1996年産
  - シルクガーディアン（ラジオたんぱ賞）
- 1997年産
  - トッププロテクター（北九州記念）
  - メジロマントル（鳴尾記念）
- 1998年産
  - キタサンチャンネル（ニュージーランドトロフィー）
- 1999年産
  - ロイヤルパーラー（フライトステークス）
- 2002年産
  - カシマフラワー（エーデルワイス賞）
  - シャーベットトーン（マーキュリーカップ）

### ブルードメアサイアーとしての産駒
- 1999年産
  - プリンシパルリバー 父ホワイトマズル（全日本2歳優駿、羽田盃）
- 2003年産
  - アドマイヤメイン 父サンデーサイレンス（青葉賞、毎日杯）
  - タイセイアトム 父サクラバクシンオー（ガーネットステークス）
- 2004年産
  - ゴールドアグリ 父タニノギムレット（新潟2歳ステークス）
- 2005年産
  - ブラックエンブレム 父ウォーエンブレム（秋華賞、フラワーカップ）
- 2006年産
  - アイアンルック 父アドマイヤボス（毎日杯）
- 2007年産
  - クォークスター 父アグネスタキオン（セントライト記念）
  - マジェスティバイオ 父オペラハウス（中山大障害、中山グランドジャンプ、東京ハイジャンプ、東京ジャンプステークス）
- 2012年産
  - クールホタルビ  父マツリダゴッホ（ファンタジーステークス）

## 血統表
| ヘクタープロテクターの血統（ミスタープロスペクター系 / Nasrullah 5×5×4=12.50%） | ヘクタープロテクターの血統（ミスタープロスペクター系 / Nasrullah 5×5×4=12.50%） | ヘクタープロテクターの血統（ミスタープロスペクター系 / Nasrullah 5×5×4=12.50%） | （血統表の出典）         | （血統表の出典） |
| 父 Woodman 1983 栗毛                                                            | 父の父Mr. Prospector 1970 鹿毛                                                  | Raise a Native                                                                  | Native Dancer            | Native Dancer    |
| 父 Woodman 1983 栗毛                                                            | 父の父Mr. Prospector 1970 鹿毛                                                  | Raise a Native                                                                  | Raise You                |                  |
| 父 Woodman 1983 栗毛                                                            | 父の父Mr. Prospector 1970 鹿毛                                                  | Gold Digger                                                                     | Nashua                   | Nashua           |
| 父 Woodman 1983 栗毛                                                            | 父の父Mr. Prospector 1970 鹿毛                                                  | Gold Digger                                                                     | Sequence                 |                  |
| 父 Woodman 1983 栗毛                                                            | 父の母*プレイメイト Playmate 1975 栗毛                                          | Buckpasser                                                                      | Tom Fool                 | Tom Fool         |
| 父 Woodman 1983 栗毛                                                            | 父の母*プレイメイト Playmate 1975 栗毛                                          | Buckpasser                                                                      | Busanda                  |                  |
| 父 Woodman 1983 栗毛                                                            | 父の母*プレイメイト Playmate 1975 栗毛                                          | Intriguing                                                                      | Swaps                    | Swaps            |
| 父 Woodman 1983 栗毛                                                            | 父の母*プレイメイト Playmate 1975 栗毛                                          | Intriguing                                                                      | Glamour                  |                  |
| 母 Korveya 1982 栗毛                                                            | 母の父Riverman 1979 鹿毛                                                        | Never Bend                                                                      | Nasrullah                | Nasrullah        |
| 母 Korveya 1982 栗毛                                                            | 母の父Riverman 1979 鹿毛                                                        | Never Bend                                                                      | Lalun                    |                  |
| 母 Korveya 1982 栗毛                                                            | 母の父Riverman 1979 鹿毛                                                        | River Lady                                                                      | Prince John              | Prince John      |
| 母 Korveya 1982 栗毛                                                            | 母の父Riverman 1979 鹿毛                                                        | River Lady                                                                      | Nile Lily                |                  |
| 母 Korveya 1982 栗毛                                                            | 母の母Konafa 1973 鹿毛                                                          | Damascus                                                                        | Sword Dancer             | Sword Dancer     |
| 母 Korveya 1982 栗毛                                                            | 母の母Konafa 1973 鹿毛                                                          | Damascus                                                                        | Kerala                   |                  |
| 母 Korveya 1982 栗毛                                                            | 母の母Konafa 1973 鹿毛                                                          | Royal Statue                                                                    | Northern Dancer          | Northern Dancer  |
| 母 Korveya 1982 栗毛                                                            | 母の母Konafa 1973 鹿毛                                                          | Royal Statue                                                                    | Queen's Statue F-No.22-b |                  |